# Ryōtarō Itō
Ryōtarō Itō (伊藤 涼太郎?, Itō Ryōtarō; Ōsaka, 6 febbraio 1998) è un calciatore giapponese, centrocampista o attaccante del Sint-Truiden e della nazionale giapponese.

## Caratteristiche tecniche
Ricopre il ruolo di trequartista, è di piede destro, versatile nell'eseguire gli assist, tramite un tocco delicato è capace di passare la palla in modo che i suoi compagni possano segnare traendo vantaggio dal loro posizionamento, ma è pure capace di eseguire passaggi con i quali lanciare in attacco i calciatori più avanzati, oltre a creare occasioni anche calciando d'angolo. Come finalizzatore in area di rigore è in grado di segnare anche calciando di prima intenzione, usa bene anche il piede sinistro, altre volte è in grado di fare gol pure tirando dalla lunga distanza.

## Carriera

### Club

#### Inizi e prima esperienza agli Urawa Red Diamonds
Ha mosso i primi passi calcistici nel 2010 unendosi al Cerezo Osaka Under-15, dove ci rimane per tre anni. Considerato un giovane calciatore che riusciva ad imporsi nel dribbling e a fare l'ultimo passaggio solamente contro squadre della primavera meno blasonate, non riesce ad ottenere la promozione nella compagine Under-18.
In seguito a questa delusione, decide di riprendere a giocare a calcio in una squadra liceale; dopo che un suo conoscente l'ha aiutato a prendere parte agli allenamenti della squadra del liceo Sakuyo, riesce a fare molti progressi a livello calcistico, attirando l'attenzione dell'allenatore Masayuki Nomura che decide di tesserarlo nella squadra di Tsuyama.
Il 23 agosto 2015, durante il suo ultimo anno come studente liceale, è stato convocato per allenarsi con gli Urawa Red Diamonds, club di Saitama che milita in J1 League. Durante questo periodo di prova, nell'amichevole contro gli studenti dell'Università di Chūo riesce a segnare e a fare un assist in 45 minuti, guadagnandosi gli elogi dell'allenatore Mihailo Petrović e dell'osservatore Nobuhisa Yamada. Grazie alle sue prestazioni esibite in campo con i colori degli Urawa Red Diamonds, viene tesserato dalla società.
Dopo essere stato convocato ma non utilizzato per la sfida inaugurale di campionato vinta 2-1 contro il Kashiwa Reysol, il 29 aprile 2016 debutta con i Red Devils, in occasione della vittoria per 4-1 contro il Nagoya Grampus, entrando al posto di Yōsuke Kashiwagi al 73º minuto della partita. A causa della forte concorrenza a centrocampo, non riesce più a fare presenze in campo, non venendo convocato quasi mai e concludendo la stagione con una sola presenza.
Nel 2017, questa concorrenza a metà campo si è fatta ancora più competitiva, in seguito ai ritorni dal prestito di Shin'ya Yajima e Kazuki Nagasawa. Non riuscendo ad emergere sugli altri centrocampisti, a settembre dello stesso anno termina la sua prima esperienza con gli Urawa Red Diamonds, accumulando un’altra presenza (stavolta in Coppa J.League) nel pareggio senza reti contro il Cerezo Osaka.

#### Prestiti al Mito HollyHock e all'Oita Trinita
L'8 settembre 2017 passa in prestito breve al Mito HollyHock, club di Mito che milita nella seconda divisione giapponese. Il 24 settembre fa il suo debutto in campionato, subentrando a Yōsuke Yuzawa nel corso della vittoria interna contro il Thespakusatsu Gunma (4-0). Entro il termine della stagione riesce a giocare altre cinque partite, in tutte partendo come subentrante.
A gennaio 2018 viene esteso di un altro anno il suo prestito al Mito HollyHock. Mette a segno la sua prima rete da professionista, nel corso del suo match di esordio in J2 League 2018 dell'11 marzo 2018 contro il Kamatamare Sanuki (2-1). Inizialmente relegato indietro nelle gerarchie del centrocampo del club di Mito, comincia a ritagliarsi maggiore spazio in seguito alla doppietta realizzata il 13 maggio ai danni del Fagiano Okayama (3-0), fino a imporsi stabilmente nell'undici titolare con la seconda parte di stagione.
Conclude la stagione 2018 complessivamente con 9 gol in 35 partite, risultando il secondo giocatore della squadra con più reti dopo Jefferson Baiano (11 gol).
Tornato agli Urawa Red Diamonds, il 2 febbraio 2019 viene ceduto nuovamente in prestito, questa volta all'Oita Trinita, squadra neopromossa in J1 League. Debutta il 23 febbraio alla prima di campionato partendo da titolare nella partita giocata fuori casa vinta contro ogni pronostico per 2-0 contro il Kashima Antlers. Il 18 settembre va a segno nel pareggio per 1-1 contro il Sanfrecce Hiroshima al terzo turno di Coppa dell'Imperatore (la sfida sarà vinta dal club di Ōita ai tiri di rigore). Gioca solo 11 partite in tutta la stagione.

#### Ritorno agli Urawa Red Diamonds e al Mito HollyHock
Il 30 dicembre 2019 viene annunciato il suo rientro dal prestito e la sua permanenza agli Urawa Red Diamonds. Impiegato quasi mai, rimane nella squadra di Saitama fino a luglio 2021, raccogliendo in totale 11 presenze senza siglare nessun gol.
L'8 luglio 2021 viene ufficializzato il suo prestito breve di nuovo al Mito HollyHock. In J2 League, riesce a ritrovare il gol nella sfida di campionato del 26 settembre contro lo Zweigen Kanazawa segnando su calcio di rigore. Risulta tra i marcatori anche nella penultima giornata di campionato contro l'Ehime FC (2-1), mentre una settimana più tardi realizza una doppietta contro il Ventforet Kofu (3-3) nell'ultima giornata della seconda divisione nipponica.

#### Albirex Niigata e Sint-Truiden
Il 9 gennaio 2022 viene ceduto a titolo definitivo all'Albirex Niigata, nuovamente in J2 League. Il 20 febbraio seguente fa il suo debutto con la maglia arancione-blu nella prima partita di campionato contro il Vegalta Sendai (0-0), mentre il 19 marzo sigla il suo primo gol nella stagione 2022 nella vittoriosa sfida di J2 League contro il Ventforet Kofu (2-0). Riesce ad ottenere maggior minutaggio, partendo sempre con più frequenza nella formazione titolare, in seguito alla partenza in Europa di Shion Homma. Con 9 reti in 42 partite contribuisce alla vittoria del campionato di J2 League 2022, che vale all'Albirex Niigata la promozione in massima serie. Inoltre, grazie alle sue eccellenti prestazioni, viene inserito nella formazione dell'anno della stagione appena conclusa di seconda divisione giapponese.
La stagione 2023 dà una svolta alla sua carriera: esordisce in J1 League con l'Albirex Niigata risultando decisivo già alla prima giornata di campionato, fornendo due assist a Kaito Taniguchi e Kazuhiko Chiba nella sfida pareggiata contro il Cerezo Osaka (2-2) del 18 febbraio. Dopo aver giocato ad altissimi livelli nella successiva partita di campionato vinta contro il Sanfrecce Hiroshima (2-1), contribuisce anche alla vittoria sia del terzo che del quarto appuntamento di J1 League segnando un gol ad entrambe le partite rispettivamente contro Consadole Sapporo e Kawasaki Frontale. Il 15 aprile realizza la sua prima tripletta in carriera contro l'Avispa Fukuoka (3-2), segnando due reti allo scadere dei minuti regolamentari.
L'8 giugno viene annunciato il suo trasferimento al Sint-Truiden, club di proprietà giapponese, militante nella massima serie belga. Giocherà la sua ultima partita con i colori dell'Albirex Niigata l'11 giugno contro il Kyoto Sanga. Il suo primo gol con il Sint-Truiden lo segna battendo il Mechelen (2-0)

### Nazionale
Ha giocato nelle nazionali giovanili, con l'Under-18 ha preso parte ad alcune partite amichevoli, segna un gol sia pareggiando contro la Lituania (2-2) che battendo il Kazakistan (3-2).

## Statistiche

### Presenze e reti nei club
Statistiche aggiornate al 1° aprile 2025.
| Stagione               | Club                   | Campionato             | Campionato | Campionato | Coppe nazionali | Coppe nazionali | Coppe nazionali | Coppe continentali | Coppe continentali | Coppe continentali | Supercoppe | Supercoppe | Supercoppe | Totale | Totale |
| Stagione               | Club                   | Comp                   | Pres       | Reti       | Comp            | Pres            | Reti            | Comp               | Pres               | Reti               | Comp       | Pres       | Reti       | Pres   | Reti   |
| ---------------------- | ---------------------- | ---------------------- | ---------- | ---------- | --------------- | --------------- | --------------- | ------------------ | ------------------ | ------------------ | ---------- | ---------- | ---------- | ------ | ------ |
| 2016                   | Urawa Reds             | J1                     | 1          | 0          | CdL+CI          | 0               | 0               | ACL                | 0                  | 0                  | -          | -          | -          | 1      | 0      |
| gen.-ago.2017          | Urawa Reds             | J1                     | 0          | 0          | CdL+CI          | 1+0             | 0               | ACL                | 0                  | 0                  | SJ+SBC     | 0          | 0          | 1      | 0      |
| set.-dic. 2017         | Mito HollyHock         | J2                     | 6          | 0          | CI              | 0               | 0               | -                  | -                  | -                  | -          | -          | -          | 6      | 0      |
| 2018                   | Mito HollyHock         | J2                     | 34         | 9          | CI              | 1               | 0               | -                  | -                  | -                  | -          | -          | -          | 35     | 9      |
| 2019                   | Oita Trinita           | J1                     | 4          | 0          | CdL+CI          | 4+3             | 1+2             | -                  | -                  | -                  | -          | -          | -          | 11     | 3      |
| 2020                   | Urawa Reds             | J1                     | 5          | 0          | CdL             | 1               | 0               | -                  | -                  | -                  | -          | -          | -          | 6      | 0      |
| gen.-giu. 2021         | Urawa Reds             | J1                     | 1          | 0          | CdL+CI          | 4+0             | 0               | -                  | -                  | -                  | -          | -          | -          | 5      | 0      |
| Totale Urawa Reds      | Totale Urawa Reds      | Totale Urawa Reds      | 7          | 0          |                 | 6               | 0               |                    | 0                  | 0                  |            | 0          | 0          | 13     | 0      |
| lug.-dic. 2021         | Mito HollyHock         | J2                     | 20         | 4          | CI              | 0               | 0               | -                  | -                  | -                  | -          | -          | -          | 20     | 4      |
| Totale Mito HollyHock  | Totale Mito HollyHock  | Totale Mito HollyHock  | 60         | 13         |                 | 1               | 0               |                    | -                  | -                  |            | -          | -          | 61     | 13     |
| 2022                   | Albirex Niigata        | J2                     | 42         | 9          | CI              | 0               | 0               | -                  | -                  | -                  | -          | -          | -          | 42     | 9      |
| gen.-giu. 2023         | Albirex Niigata        | J1                     | 17         | 7          | CdL+CI          | 2+1             | 0               | -                  | -                  | -                  | -          | -          | -          | 20     | 7      |
| Totale Albirex Niigata | Totale Albirex Niigata | Totale Albirex Niigata | 59         | 16         |                 | 3               | 0               |                    | -                  | -                  |            | -          | -          | 62     | 16     |
| 2023-2024              | Sint-Truiden           | D1                     | 36         | 7          | CB              | 1               | 0               | -                  | -                  | -                  | -          | -          | -          | 37     | 7      |
| 2024-2025              | Sint-Truiden           | D1                     | 29         | 2          | CB              | 3               | 0               | -                  | -                  | -                  | -          | -          | -          | 32     | 2      |
| Totale Sint-Truiden    | Totale Sint-Truiden    | Totale Sint-Truiden    | 65         | 9          |                 | 4               | 0               |                    | -                  | -                  |            | -          | -          | 69     | 9      |
| Totale carriera        | Totale carriera        | Totale carriera        | 195        | 38         |                 | 21              | 3               |                    | 0                  | 0                  |            | 0          | 0          | 216    | 41     |

### Cronologia presenze e reti in nazionale
| Cronologia completa delle presenze e delle reti in nazionale ― Giappone | Cronologia completa delle presenze e delle reti in nazionale ― Giappone | Cronologia completa delle presenze e delle reti in nazionale ― Giappone | Cronologia completa delle presenze e delle reti in nazionale ― Giappone | Cronologia completa delle presenze e delle reti in nazionale ― Giappone | Cronologia completa delle presenze e delle reti in nazionale ― Giappone | Cronologia completa delle presenze e delle reti in nazionale ― Giappone | Cronologia completa delle presenze e delle reti in nazionale ― Giappone |
| Data                                                                    | Città                                                                   | In casa                                                                 | Risultato                                                               | Ospiti                                                                  | Competizione                                                            | Reti                                                                    | Note                                                                    |
| ----------------------------------------------------------------------- | ----------------------------------------------------------------------- | ----------------------------------------------------------------------- | ----------------------------------------------------------------------- | ----------------------------------------------------------------------- | ----------------------------------------------------------------------- | ----------------------------------------------------------------------- | ----------------------------------------------------------------------- |
| 1-1-2024                                                                | Tokyo                                                                   | Giappone                                                                | 5 – 0                                                                   | Thailandia                                                              | Amichevole                                                              | -                                                                       | 46’                                                                     |
| Totale                                                                  |                                                                         | Presenze                                                                | 1                                                                       |                                                                         | Reti                                                                    | 0                                                                       |                                                                         |

## Palmarès

### Club

#### Competizioni nazionali
- Coppa J. League: 1

Urawa Red Diamonds: 2016
- J2 League: 1

Albirex Niigata: 2022

#### Competizioni internazionali
- Coppa Suruga Bank: 1

Urawa Red Diamonds: 2017

### Individuale
- Squadra della J2 League: 1

2022